# XDM (software)
XDM è il login manager grafico predefinito per X Window System per sistemi operativi Unix-like. Supporta vari desktop environment e window manager, tra cui GNOME, KDE e Enlightenment. È stato scritto da Keith Packard e introdotto nell'ottobre 1988 nell'X11 Release 3. È distribuito sotto licenza libera Open Source.